# Dikaryofase

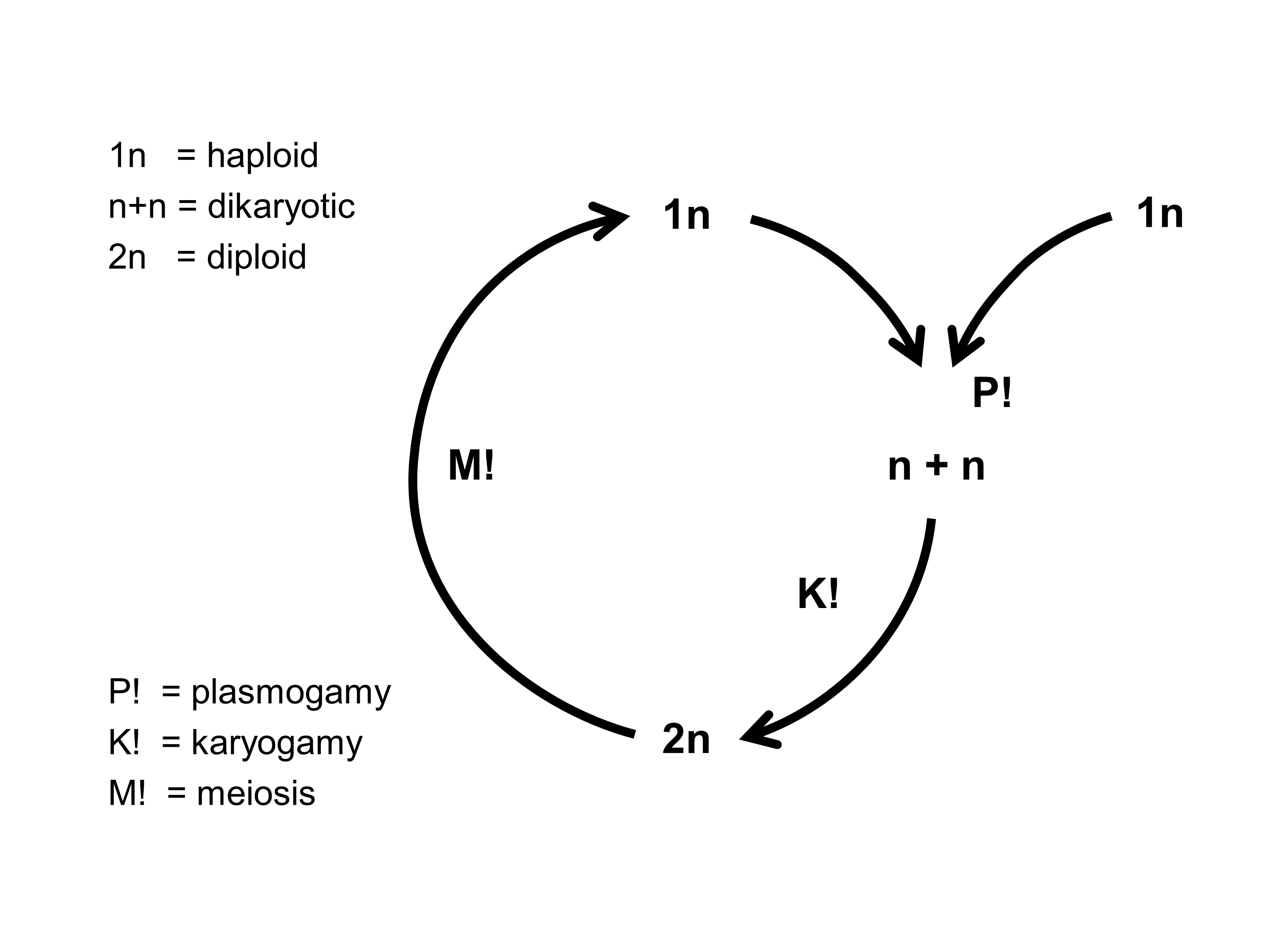
De dikaryofase is bij Basidiomyceten en Ascomyceten een fase tussen de haplofase en de diplofase: er zijn per cel twee haploïde (n) kernen.

De dikaryofase (dikaryon-toestand) is een kernfase in de (cytologische) kernfasewisseling, die voorkomt bij de Dikaryomycota, een groep van schimmels waartoe de Ascomyceten en de Basidiomyceten behoren. Een dikaryon is een cel met twee haploïde celkernen die synchroon delen. De dikaryofase betreft een kernfase die ligt tussen een haplofase en een diplofase. 
Een dikaryon komt voor bij sommige schimmels (de zustergroepen Ascomycota en Basidiomycota) en ontstaat als twee haploïde, verschillende, een + en een -, schimmeldraden met elkaar versmelten. Na deze fase van de levenscyclus versmelten beide kernen, waardoor diploïde cellen ontstaan.
Hoewel veel protisten ook twee kernen hebben heet dit niet een dikaryon. De twee kernen zijn van verschillende grootte: de macronucleus en de micronucleus.